# Іллірійське королівство
Іллірі́йське королі́вство (нім. Königreich Illyrien; італ. Regno d'Illiria; словен. Ilirsko kraljestvo; хорв. Kraljevina Ilirija) — адміністративна одиниця Австрійської імперії у 1816 — 1849 роках. Коронна земля Австрійської імперії у складі Крайнського і Каринтійського герцогств, князівського графства Гориці і Градишки, міста Трієст та Істрійського маркграфства. Адміністративний центр — Любляна.
Королівство включало західну і центральну частину сучасної Словенії, нинішню австрійську землю Каринтія, а також деякі території північно-західної Хорватії і північно-східної Італії (а саме провінції Трієст і Гориція).
Іллірійське королівство було утворено після закінчення наполеонівських війн, коли територія Іллірійських провінцій, які між 1809 і 1813 належали до Першої французької імперії, були знов включені до складу Австрійської імперії. Правові і адміністративні реформи, проведені французькою владою значно змінили адміністративну структуру цих територій, тому австрійська імператорська влада воліла згрупувати їх в окреме адміністративне утворення, з поступовим включенням краю в австрійську правову, судову і адміністративну системи.
Іллірійське королівство було офіційно засноване в 1816. У перші роки воно включало територію словенських земель і Хорватського королівства. Але вже на початку 1820-х було знов відтворено донаполеонівське Королівство Хорватія і Славонія, до якого також увійшли території, що були в складі Іллірійського королівства. Таким чином, з 1820-х до складу Іллірійського королівства були лише включені такі традиційні провінції: Каринтійське і Крайнське герцогства і Австрійське Примор'я.
Під час Революції 1848 словенці запропонували включити Нижню Штирію до складу Іллірійського королівства, в цьому випадку велика частина словенських земель була б об'єднана в єдину адміністративну одиницю і ідея Об'єднаної Словенії, таким чином, була б досягнута. Проте пропозицією знехтували. У 1849 Іллірійське королівство припинило своє існування як окрема адміністративна одиниця і знов були відновлені старі коронні території Каринтії, Крайни і Австрійського Примор'я. Цей поділ проіснував до 1918 року.